# Roque vid olympiska sommarspelen 1904
Vid olympiska sommarspelen 1904 avgjordes en gren i roque och tävlingarna hölls mellan 3 och 8 augusti 1904 på Francis Field. Antalet deltagare var fyra tävlande, alla från USA. Detta var första och enda gången som roque fanns med på det olympiska programmet.

## Medaljfördelning
| Medaljfördelning |        |      |        |       |        |
| Placering        | Nation | Guld | Silver | Brons | Totalt |
| 1                | USA    | 1    | 1      | 1     | 3      |

## Medaljörer

### Herrar
| Gren  | Guld                  | Silver               | Brons               |
| Roque | Charles Jacobus · USA | Smith Streeter · USA | Charles Brown · USA |

## Deltagande nationer
Totalt deltog fyra roquespelare från ett land vid de olympiska spelen 1904 i Saint Louis.
|           |  |  |
| - USA (4) |  |  |